# MaNga
Pour les articles homonymes, voir Manga (homonymie).
maNga est un groupe turc de rock et heavy metal, originaire d'Ankara. Leur style musical mélange des influences occidentales avec une base de rock anatolien traditionnel. Il possède des accents assez diverses, allant du nu metal, au punk revival en passant par un certain aspect rock alternatif. Le groupe chante la majorité du temps en turc avec parfois quelques rares inserts en anglais.

## Biographie

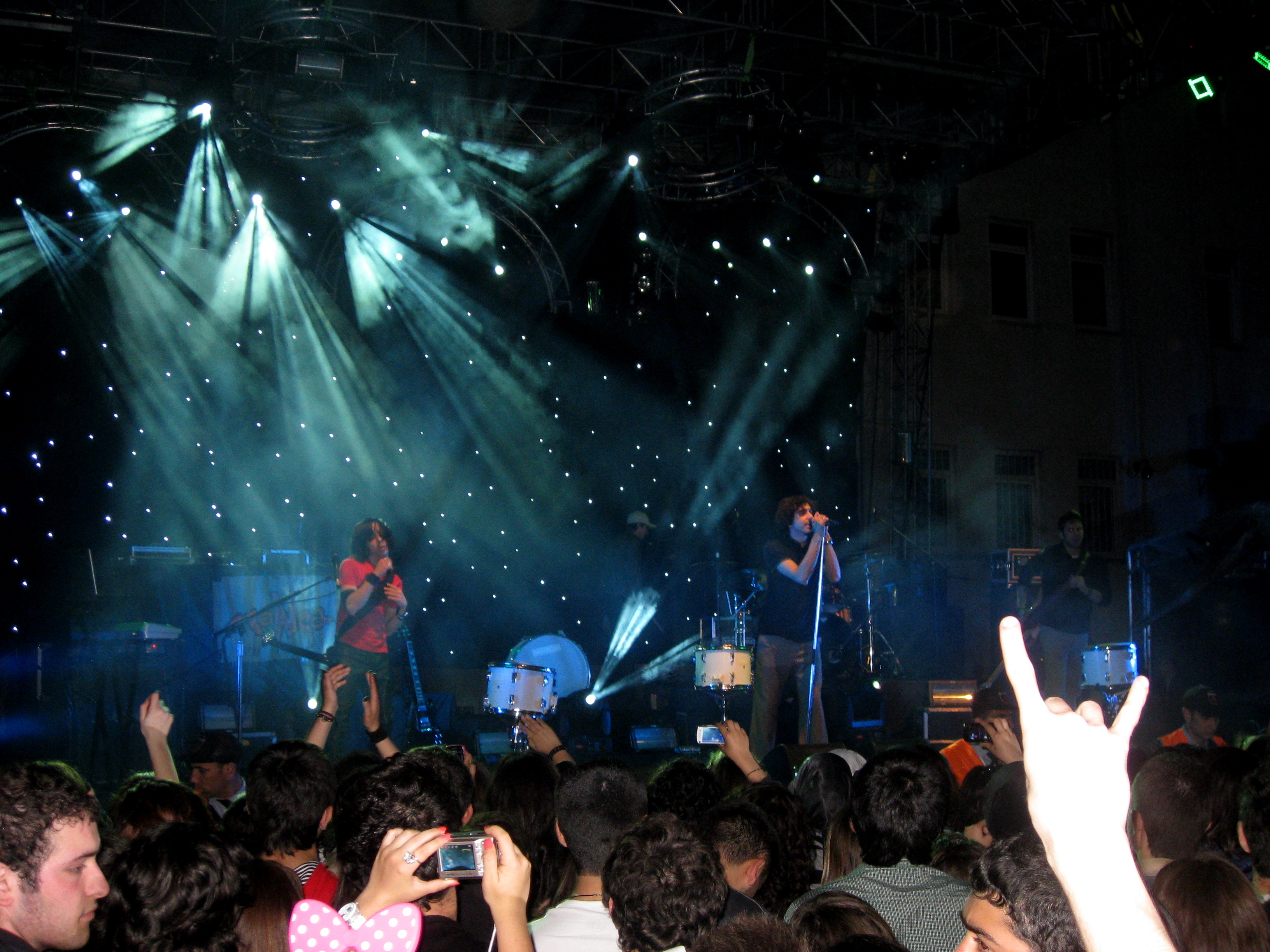
maNga en l'Université de Marmara Fest de printemps, en 2011, à Istanbul.

maNga est formé en 2001 à Ankara. Leur nom est inspiré des célèbres bandes dessinées japonaises. Au départ, ils jouaient la plupart du temps dans le métro, en compagnie d’autres groupes de rock et de metal. Ils commencent à se faire connaître lors d’un concours de musique, appelé Sing Your Song, où ils terminent à la seconde place. Cette performance attire l'attention de l'artiste Hadi Elazzi (GRGDN), qui encourage immédiatement le groupe à signer chez Sony Music. Cette collaboration aboutit à leur premier album, éponyme publié en 2004. Il atteint rapidement le haut des classements de vente. Par la suite, ils jouent à divers festivals de musique et travaillent avec de célèbres chanteurs turcs tels Koray Candemir (Kargo), Vega ou encore Göksel. La plupart de leurs chansons sont écrites par les membres du groupe.
En 2004 sort leur premier album, homonyme, qui compte 100 000 albums vendus (disque d'or en 2005). La chanson du duo de maNga - Göksel est utilisé pour l’un des films les plus réussies (avec près d'un million de téléspectateurs) du cinéma turcs, Sınav (avec Jean-Claude Van Damme),. De plus, leur chanson Bir Kadin çizeceksin figure dans la bande-son du jeu vidéo FIFA 06. En 2008, le groupe est annoncé comme tête d'affiche de plusieurs festivals de musique turques, comme le Saklıfest, Patlican, Rokofest, et le Rock'n Coke. maNga devait monter sur scène au Wembley Arena de Londres, avec Tarkan, le 13 avril 2008, mais est ensuite contraint d’annuler en raison de problèmes techniques. Ils sont aussi sacrés « meilleur groupe européen » aux MTV Awards en 2009.
En 2010 sort leur nouvel album We Could Be the Same. We Could Be the Same, la chanson-titre de leur nouvel album, est publiée en 2010 ; c'est avec ce morceau qu'ils représentent leur pays à l'édition 2010 du Concours Eurovision de la chanson qui se tenait à Oslo, en Norvège, le 29 mai. Ils sont classés 2e du concours, avec 170 points. En 2011, le groupe publie un single, Fly to Stay Alive, ainsi qu’un album entièrement acoustique, E-Akustik, reprenant en majorité si ce n’est en totalité leurs meilleurs titres, en 2012.

## Membres

### Membres actuels
- Ferman Akgül - chant, guitare (depuis 2001)
- Yağmur Sarıgül - guitare (depuis 2001)
- Cem Bahtiyar - basse (depuis 2001)
- Özgür Can Öney - batterie (depuis 2001)

### Anciens membres
- Orçun Şekerusta - basse (2001)
- Efe Yılmaz - DJing, samples, claviers (2001–2013)

## Discographie

### Albums studio
- 2004 : maNga
- 2006 : maNga+
- 2009 : Sehr-i Hüzün
- 2010 : We Could Be the Same
- 2011 : Fly to Stay Alive
- 2012 : E-Akustik
- 2014 : Işıkları Söndürseler Bile

### Collaborations
- 2005 : Cem Karaca: Mutlaka Yavrum (chanson : Raptiye Rap Rap)
- 2006 : Sınav Soundtrack (bande originale du film Sinav)  (chanson : hanson: Dursun Zaman (feat. Göksel
- 2009 : Cartel (karakan) (chanson : Evdeki ses)

## Distinctions
- 2002 : 2e place du concours Sing Your Song. Yağmur Sarıgül se voit décerner le prix du meilleur musicien de l'année.
- 2005 : Les Prix POPSAV. Meilleur groupe rock. Meilleure vidéo Les Prix Hürriyet du Papillon d’or. Élu quatre fois le groupe ayant réalisé la meilleure révélation
- 2006 : Élu meilleur groupe par la revue Our Future, prix de la meilleure performance, aux Beyaz Show Awards, prix de Culture et d’Art Kemal Sunal (meilleure révélation). Prix Popsav, Meilleur groupe Rock, meilleur groupe alternatif et meilleur clip : Bir kadın çizeceksin
- 2007 : Radio Boğaziçi, clip à la meilleure animation (Yalan). Cérémonie de remise de prix de Kanaltürk : Meilleur clip (Bir kadın çizeceksin, et meilleur groupe. Prix du meilleur groupe décerné par l’Université Yıldız Teknik
- 2009 : MTV Music Awards, meilleur artiste européen